# 上楓樹腳
上楓樹腳，是臺灣臺中市大雅區的一個傳統地域名稱，位於該區東北部。相較於今日行政區，其範圍大致包括上楓里不含東北端、大楓里、雅楓里。

## 歷史
台灣清治末期至日治初期，上楓樹腳地區為一街庄，稱為「上楓樹腳庄」，隸屬於捒東下堡。該庄西北與上員林庄、神崗庄為鄰，東北與社口庄為鄰，東與花眉庄、西員寶庄為鄰，南邊為馬崗厝庄、大田心庄，西邊為垻雅街、下員林庄。
1901年（日治明治三十四年）11月，全台廢縣廳改設二十廳，該庄隸屬於臺中廳。1903年（明治三十六年）6月，該庄編入「埧雅區」，仍隸屬於臺中廳。1909年（明治四十二年）10月，合併二十廳為十二廳，埧雅區隸屬不變。1920年（大正九年），全台地方制度大改正，廢十二廳改設五州二廳，該庄改制為「上楓樹腳」大字，隸屬於臺中州豐原郡大雅庄。
戰後大雅庄改制為大雅鄉，隸屬於臺中縣，大字亦改制為村。1950年10月，中、彰、投分治，大雅鄉仍隸屬臺中縣。2010年12月，臺中縣市合併為直轄臺中市，大雅鄉改制為大雅區，村亦改制為里。

## 聚落
本地區有上楓樹腳、下楓樹腳、牛埔等聚落。

## 交通
省道台10線（民生路二段～四段）是臺中港至豐原的幹道，大致以西南—東北走向經過上楓樹腳地區中部偏西北地帶。由該道路向西南轉西北可經大雅市區前往沙鹿、清水並止於省道台17線路口，向東北可前往神岡東南部、豐原並止於省道台13線路口。
區道中85線（昌平路四段）是社口至東寶的道路，大致以東北—西南走向轉北北東—南南西走向蜿蜒經過本地區東部邊界地帶。由該道路向東北可前往社口地區中部偏東南並止於省道台10線路口，向南南西可前往西員寶與馬岡厝交界地帶、西員寶、東員寶西南端並止於潭子區與北屯區交界處。

## 學校
- 上楓國小